# 獨立山 (嘉義縣)
獨立山，位於台灣嘉義縣竹崎鄉緞繻村，峰頂海拔840公尺，為台灣小百岳之一。阿里山森林鐵路於此處以三重螺旋及一個8字形在小範圍內盤旋上山，並設有獨立山車站。

## 外部連結
- 中華民國健行登山會 （页面存档备份，存于）
- 自然步道 - 獨立山步道 - 山林悠遊網 （页面存档备份，存于）
- 旅遊資訊 - 自然步道 - 獨立山步道
- 自然步道 - 獨立山-大巃頂步道 - 山林悠遊網
- 旅遊資訊 - 自然步道 - 獨立山-大巃頂步道
- 自然步道 - 太平雲梯-獨立山大巃頂步道 - 山林悠遊網
- 旅遊資訊 - 自然步道 - 太平雲梯-獨立山大巃頂步道